# Камерано Казаско
Камерано Казаско (итал. Camerano Casasco) је насеље у Италији у округу Асти, региону Пијемонт.
Према процени из 2011. у насељу је живело 494 становника. Насеље се налази на надморској висини од 297 м.

## Становништво
| 1936. | 1951. | 1961. | 1971. | 1981. | 1991. | 2001. | 2011. |
| ----- | ----- | ----- | ----- | ----- | ----- | ----- | ----- |
| 1.027 | 820   | 689   | 597   | 502   | 445   | 494   | 480   |